# Irina Sokolovskaya
Irina Sokolovskaya (3 de janeiro de 1983) é uma basquetebolista profissional russa.

## Carreira
Irina Sokolovskaya integrou a Seleção Russa de Basquetebol Feminino, em Pequim 2008, que conquistou a medalha de bronze.